# Santópolis do Aguapeí (kommun)
Santópolis do Aguapeí är en kommun i Brasilien.   Den ligger i delstaten São Paulo, i den södra delen av landet, 700 km söder om huvudstaden Brasília. Antalet invånare är 4 281.
Följande samhällen finns i Santópolis do Aguapeí:
- Santópolis do Aguapeí

Omgivningarna runt Santópolis do Aguapeí är huvudsakligen savann. Runt Santópolis do Aguapeí är det glesbefolkat, med 8 invånare per kvadratkilometer.